# Borkumer Kleinbahn T3
Der  Triebwagen 3 wurde er 1937 beim Draisinenbau Berlin gebaut. Er gehörte ab 1947 der Borkumer Kleinbahn.

## Geschichte
Der Triebwagen wurde fabrikneu an die Wehrmacht in Borkum geliefert. Ab 1947 übernahm die Borkumer Kleinbahn ihn. Im Herbst 1961 wurde er verschrottet.

## Aufbau
Der Triebwagen wurde von einem Ford Motor mit einer Leistung von 15 kW (20 PS) angetrieben. Die Höchstgeschwindigkeit betrug 30 km/h.